# Marie Barsacq
Marie Barsacq   (Dacs, 3 d'agost de 1973) és una jurista i dirigent esportiva francesa, exdirectora executiva del comitè organitzador dels Jocs Olímpics d'estiu de 2024. El 23 de desembre de 2024, va ser nomenada ministra d'Esports, Joventut i Vida Associativa al govern de François Bayrou.
Jurista de formació, Marie Barsacq va ser la directora d'impacte i llegat dins del comitè organitzador dels Jocs Olímpics i Paralímpics d'estiu de 2024, celebrats a París.
Marie Barsacq havia treballat durant deu anys al Comitè Nacional Olímpic i Esportiu Francès en qüestions d'ocupació i formació professional en el moviment esportiu. Llavors, es va unir a la Federació Francesa de Futbol per crear un institut nacional encarregat de supervisar la formació professional, abans de convertir-se en directora general adjunta de la Federació, encarregada del futbol amateur.
El 2015, Marie Barsacq va ser nomenada directora d'impacte i llegat del Comitè de candidatures de París 2024 i va continuar ocupant aquest càrrec durant la fase d'organització i transcurs dels Jocs de París 2024.